# Van Gewest tot Gewest
Van Gewest tot Gewest is een Nederlands televisieprogramma dat voor het eerst werd uitgezonden op 7 januari 1965 door de Nederlandse Televisie Stichting. Vier jaar later zond de Nederlandse Omroep Stichting het uit. In het programma werden uiteenlopende personen en kwesties in de Nederlandse regio's belicht. Het liep daarmee ver vooruit op landelijke programma's die gericht waren op de regio, zoals Hart van Nederland, dat in 1995 voor het eerst werd uitgezonden.
Het programma was ten tijde van de laatste reguliere aflevering, op 21 december 2003, op het journaal na het langstlopende televisieprogramma van Nederland. Het was een jaar ervoor al van naam veranderd, toen het met het televisieprogramma Urbania versmolt tot het programma Gewest. Bij wijze van afscheid werden in 2004 in 43 afleveringen hoogtepunten vertoond uit de rijke televisiegeschiedenis van het programma. Zo werden interviews met Hendrik Wiegersma uit 1967 en Grard Sientje uit 1976 opnieuw uitgezonden.
Op 18 december 2004 was de laatste aflevering van dit afscheidsjaar, dat werd gepresenteerd onder de titel Gewe[e]st.